# Смицалица ил’ посластица
Смицалица ил’ посластица (енгл. Trick 'r Treat) америчка је филмска хорор антологија са елементима црног хумора из 2007. године, редитеља и сценаристе Мајкла Дафертија, са Диланом Бејкером, Рошел Ејтс, Аном Паквин и Брајаном Коксом у ансамблски подељеним главним улогама. Радња је сачињена из четири засебне приче које се одвијају на Ноћ вештица, с тим што се у све четири појављује један заједнички лик, демон по имену Сем, који изгледа као маскирано дете у наранџастој пиџами.
Филм је сниман у Ванкуверу. Премијерно је приказан 9. децембра 2007 на филмском фестивалу Butt-Numb-A-Thon. Упркос томе што је имао веома ограничено биоскопско приказивање и то две године након премијере, филм је добио веома позитивне оцене критичара и сматра се култним класиком. Добио је Фангоријину награду за најбољи филм са ограниченим биоскопским приказивањем, док је Дилан Бејкер добио награду за најбољег споредног глумца.
Упркос томе што је, почев од 2013, Мајкл Даферти у неколико наврата најављивао наставак, он и даље није реализован.

## Радња
Филм је сачињен из четири засебне приче које се одвијају паралелно и међусобно преплићу, а радња се одвија на Ноћ вештица. Наслови прича су: Директор, Масакр у школском аутобусу на Ноћ вештица, Журка изненађења и Сем.

## Улоге
| Глумац         | Улога                   |
| -------------- | ----------------------- |
| Квин Лорд      | Сем                     |
| Дилан Бејкер   | директор Стивен Вилкинс |
| Ана Паквин     | Лори                    |
| Брајан Кокс    | господин Криг           |
| Лорен Ли Смит  | Данијела                |
| Рошел Ејтс     | Марија                  |
| Брит Макилип   | Мејси                   |
| Жан-Лик Билодо | Шрадер                  |
| Сем Тод        | Ронда                   |
| Алберто Гизи   | Чип                     |
| Лесли Биб      | Ема                     |
| Тамо Пеникет   | Хенри                   |
| Брет Кели      | Чарли                   |
| Патрик Гилмор  | камерман                |
| Ричард Хармон  | вампир                  |
| Лаура Менел    | Али                     |